# 2010년 동아시아 여자 축구 선수권 대회 선수 명단
다음은 2010년 동아시아 여자 축구 선수권 대회에 참가한 선수 명단이다. 모든 선수들은 2명의 골키퍼를 포함한 23명의 선수 명단을 제출해야 했다.

## 중화인민공화국
감독:  상루이화

## 중화 타이베이
감독:  저우타이잉

## 일본
감독:  오오하시 히로시

## 대한민국
감독:  이상엽
위치	번호	이름	생년월일	체격(cm/kg)	소속
- GK	1	문소리	1990.08.12	178 /.	울산과학대
- DF	2	이진화	1986.10.10	164 /.	대교
- DF	3	류지은	1983.03.27	160 /.	대교
- DF	4	김유미	1979.08.15	170 /.	대교
- DF	5	홍경숙	1984.10.14	170 /.	대교
- MF	6	전가을	1988.09.14	160 /.	수원FMC
- FW	7	유영아	1988.04.15	167 /.	부산 상무
- DF	8	이계림	1982.09.18	168 /.	현대제철
- FW	9	김주희	1985.03.10	168 /.	현대제철
- FW	10	이장미	1985.11.14	158 /.	프랑크푸르트(독일)
- FW	12	지소연	1991.02.21	161 /.	한양여대
- DF	13	김도연	1988.12.07	170 /.	서울시청
- DF	16	심서연	1989.05.15	170 /.	수원FMC
- FW	17	정설빈	1990.01.06	166 /.	현대제철
- GK	18	김정미	1984.10.16	178 /.	현대제철
- DF	20	임선주	1990.11.27	167 /.	한양여대
- MF	21	권은솜	1990.11.13	154 /.	울산과학대
- MF	24	조소현	1988.06.24	167 /.	수원FMC
- MF	28	김수연	1989.08.30	163 /.	충남일화